# Domenic Pittis

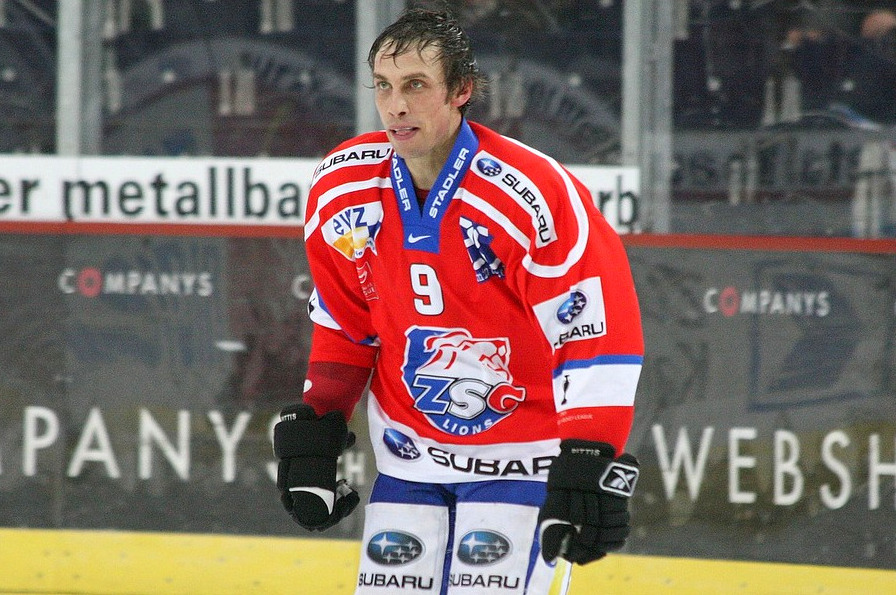
Domenic Pittis

Domenic Pittis, född 1 oktober 1974 i Calgary i Alberta, Kanada, är en kanadensisk ishockeyspelare (center) som draftades av Pittsburgh Penguins i andra rundan, som nr 52 i 1993 års NHL Entry Draft.
Efter tre säsongers spel med Lethbridge Hurricanes i Western Hockey League och ytterligare tre i International Hockey League spelade han en NHL-match med Pittsburgh Penguins säsongen 1996/97. De följande sju säsongerna spelade han i American Hockey League med några NHL-matcher för Buffalo Sabres, Edmonton Oilers och Nashville Predators. Totalt har han spelat 86 NHL-matcher och gjort fem mål samt elva assist.
År 2005 spelade han med Kloten Flyers i schweiziska Nationalliga A.